# Анисимов, Александр Михайлович
Алекса́ндр Миха́йлович Ани́симов — дирижёр Большого театра Беларуси, главный дирижёр Государственного академического симфонического оркестра Республики Беларусь. Главный дирижёр Самарского академического театра оперы и балета в 2011—2017 годах.
Народный артист Беларуси (2011), Заслуженный деятель искусств РСФСР (1988), лауреат Государственной премии Республики Беларусь, лауреат национальной театральной премии «Золотая Маска».

## Биография
Родился в Москве. После учёбы в Московском хоровом училище им. А. В. Свешникова и Ленинградского хорового училища имени М. И. Глинки поступил в Ленинградскую консерваторию имени Н. А. Римского-Корсакова, которую окончил по классу хорового дирижирования профессора Е. П. Кудрявцевой. Специальность оперно-симфонического дирижирования изучал в Московской консерватории в классе профессоров О. А. Димитриади и Л. М. Гинзбурга. Совершенствовался в аспирантуре у профессора Г. Н. Рождественского.
Профессиональная карьера началась в 1975 году в Ленинграде в Малом театре оперы и балета. С 1980 года — главный дирижёр Национального академического Большого театра оперы и балета Республики Беларусь.
С 1985 года — главный дирижёр Пермского академического театра оперы и балета, где впервые в СССР представил премьеру оперы С. С. Прокофьева «Огненный ангел», и приглашённый дирижёр Ленинградского театра оперы и балета имени Кирова.
С 1995 года — главный дирижёр Национального симфонического оркестра Ирландии, Филармонического оркестра г. Пусан (Республика Корея) и Ростовского музыкального театра. В том же году был А. Анисимов дирижировал первым концертом в Москве великой оперной певицей Монтсеррат Кабалье, состоявшимся в Кремле.
С 2002 года и по настоящее время — главный дирижёр Государственного академического симфонического оркестра Республики Беларусь.
Государственный академический симфонический оркестр Республики Беларусь под руководством Александра Анисимова стал ведущим музыкальным коллективом страны. В его исполнении звучат произведения белорусских композиторов, современная и классическая музыка мирового симфонического и оперного репертуара. Гастрольный график оркестра включает города Белоруссии, Прибалтики, Франции, Германии, Испании, Польши, Словакии, Японии и другие.
С 2011 года по 2017 год Александр Анисимов — главный дирижёр Самарского академического театра оперы и балета. Под руководством маэстро театр представил премьеры опер «Аида», «Мадам Баттерфляй», «Травиата», «Сказка о царе Салтане», «Евгений Онегин», «Севильский цирюльник», «Флория Тоска», «Снегурочка», «Пиковая дама», «Леди Макбет Мценского уезда», «Кармен»; балетов «Щелкунчик», «Дама пик», «Корсар» и многочисленные концертные программы.
С 2012 года — руководитель студенческого оркестра Белорусской академии музыки, профессор оркестрового факультета. Также в этом году был лично поздравлен президентом Белоруссии Александром Лукашенко с юбилеем 65 лет.
С сезоне 2012/13 года студенческий оркестр совместно с Государственным академическим симфоническим оркестром республики Беларусь под руководством Анисимова представил на сцене Большого зала Белгосфилармонии пять программ: «Болеро» Равеля, Симфония № 9 Бетховена, III акт «Валькирии» и III акт «Гибели Богов» Вагнера, «Поэма экстаза» Скрябина, Симфония № 5 Кузнецова.
Как приглашённый дирижёр Александр Анисимов выступал в оперных театрах и концертных залах многих городов бывшего Советского Союза, в том числе в Большом театре в Москве и Кировском в Ленинграде. Александр Анисимов дирижировал оперой «Князь Игорь» Бородина на гастролях оперной труппы Кировского театра в Южной Корее, принял участие в постановке оперы «Война и мир» Прокофьева в Сан-Франциско в качестве ассистента Валерия Гергиева. Александр Анисимов сотрудничал с Мстиславом Ростроповичем в Англии во время постановки «War Requiem» Бриттена.
Мировые гастроли Анисимова включают выступления в Гранд Опере Хьюстона, Опера Сан-Франциско, Teatro Colon (Аргентина), Государственная Опера Южной Австралии, Teatro La Fenice в Венеции, театре Карло Феличе в Генуе, Staatsoper Ганновера и Гамбурга, Берлинская Komische Oper, Grand Opera и Opera Bastille (Париж), Лисео (Барселона),  фестиваль Пуччини в Клагенфурте (Австрия), с Голландским симфоническим оркестром, филармоническими оркестрами Санкт-Петербурга, Варшавы, Монте-Карло и Роттердама, Литовским и Венгерским Национальным симфоническими оркестрами, симфоническим оркестром Бирмингема, Королевским филармоническим оркестром Ливерпуля, Лондонским симфоническим оркестром, Нюрнбергской филармонией, Молодёжным оркестром Австралии, Лондонским Королевским филармоническим оркестром и оркестром Santa Cecilia.
Постоянно работает с Национальным молодёжным оркестром Ирландии, с которым он осуществил постановку Вагнеровского цикла «Кольцо Нибелунгов». Он также работает с Ирландской оперой и фестивалем в Уэксфорде, Александр Анисимов удостоен звания доктор музыки (HonorisCausa) Национального университета Ирландии, является Президентом Вагнеровского общества Ирландии.
Под руководством Анисимова были сделаны записи всех симфоний, балетов «Раймонда» и «Времена года» Глазунова; всех симфоний и поэмы «Колокола» Рахманинова в  исполнении Национального симфонического оркестра Ирландии (NAXOS). Десятая симфония Шостаковича с молодёжным оркестром Австралии (MELBA) получила престижную награду «Golden Ear» (USA). Большим успехом пользуется запись на DVD постановки «Леди Макбет Мценского уезда» Шостаковича в GranTeatredeLiceu (EMI).

## Семья
Женат. Имеет двух дочерей от первого брака и сына от второго, шесть внуков.

## Награды и звания
- Медаль «За трудовые заслуги» (19 февраля 2008 года) — за высокое профессиональное мастерство, достижение значительных производственных показателей, образцовое исполнение служебных обязанностей, заслуги в государственной деятельности, в области науки, образования, культуры, дорожного строительства, медицинского обслуживания населения[3].
- Медаль Франциска Скорины (19 марта 1998 года) — за большой личный вклад в развитие музыкального  искусства[4].
- Народный артист Беларуси (2 августа 2011 года) — за образцовое исполнение служебных обязанностей, профессиональное мастерство, достижение высоких производственных показателей, заслуги в развитии нефтяной промышленности, энергетической системы, картографо-геодезического производства, лесного хозяйства, связи, образования, здравоохранения, культуры и спорта[5].
- Заслуженный деятель искусств РСФСР (30 ноября 1988 года) — за заслуги в области советского искусства[6].
- Специальная премия президента Республики Беларусь деятелям культуры и искусства (29 декабря 2020 года) — за значительный личный вклад в укрепление мира и согласия в обществе через музыку, за реализацию крупных республиканских и международных творческих проектов[7].
- Лауреат Государственной премии Беларуси (1996).
- Лауреат национальной театральной премии «Золотая Маска» (2005).
- Французский орден Командора «За заслуги» высшей степени (2014)[8].
- Российская театральная премия «Легенда» (2018).